# Depressió de Turpan
La depressió de Turpan o depressió de Turfan (en xinès: 吐魯番盆地, en uigur: تۇرپان ئويمانلىقى Turpan Oymanliqi) és una falla que està situada al sud de la ciutat oasi de Turpan, a la regió autònoma de Xinjiang a l'oest de la Xina, a uns 150 km al sud-est de la capital provincial d'Ürümchi. Amb -154 m sota el nivell del mar, és un dels punts més baixos de la Terra després de la mar Morta i el llac Assal de Djibouti. La depressió sencera és sota el nivell del mar. També és una de les zones més càlides (a l'estiu) de la Xina i també de les més àrides.

## Geologia i relleu
La conca de Turpan és una falla a la part est de la serralada Tian Shan. Ocupa una superfície de 50.000 km². L'envolten les zones muntanyoses del Tian Shan central a l'oest, el Bogda Shan al nord-est, l'Haerlike Shan al nord-oest, i el Jueluotage Shan al sud. Més enllà de les muntanyes, es troba la conca de Jungària al nord i la conca de Tarim al sud.
Alguns geogràfs també utilitzen el terme conca de Turpan-Hami, que s'entén que inclou Turpan junt amb la depressió d'Hami (al sud-est de la ciutat d'Hami i l'aixecament de Liaodong, que separa les dues depressions.

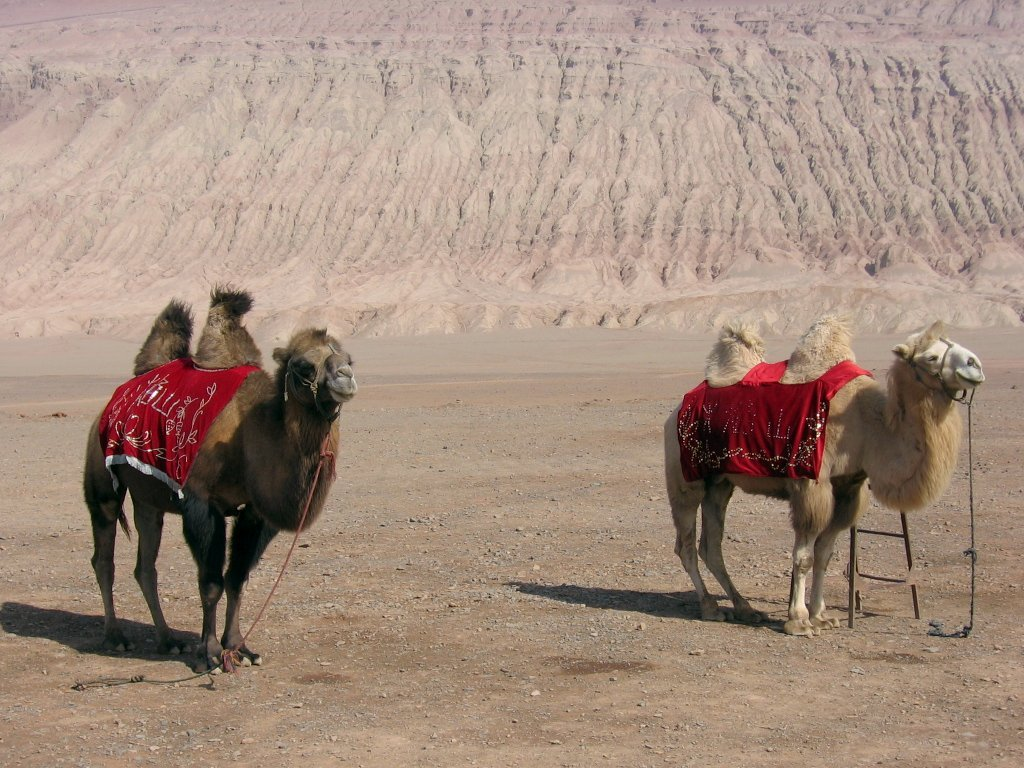
Paisatge prop de les muntanyes Flamejants

La depressió de Turpan es va formar al Permià tardà pel moviment del craton europeu de l'est i d'Angara. Després es va deformar pel moviment de plaques durant el Cenozoic. En la darrera deformació, es van formar les muntanyes Flamejants al centre de la conca. El punt més alt d'aquestes muntanyes fa 832 m per sobre del nivell del mar. El volcà Turfan es troba prop de Turpan.
També al centre de la conca es troba el llac Ayding ('Llac de la llum de la lluna'), que es troba a 154,5 m per sota del nivell del mar.
Hi ha mines d'urani a Shihongtan al marge sud-oest de la depressió de Turpan.

## Clima
La conca de Turpan té un clima àrid i continental. El juliol la mitjana de les temperatures màximes és de 39,7 °C mentre que al gener la mitjana de les màximes és de -2,2 °C. El màxim de pluges és al juny amb només 3,3 litres i el febrer el mínim amb 0,2 litres. La pluviometria anual és menor de 20 litres (segons dades de la Xarxa Climatològica Històrica Global, Global Historical Climatology Network, recollides entre 1951 i 1990 a l'estació meteorològica de Turpan). En contrast amb això, l'evaporació anual arriba a ser de 30.000 litres per metre quadrat.

## Vegetació i agricultura

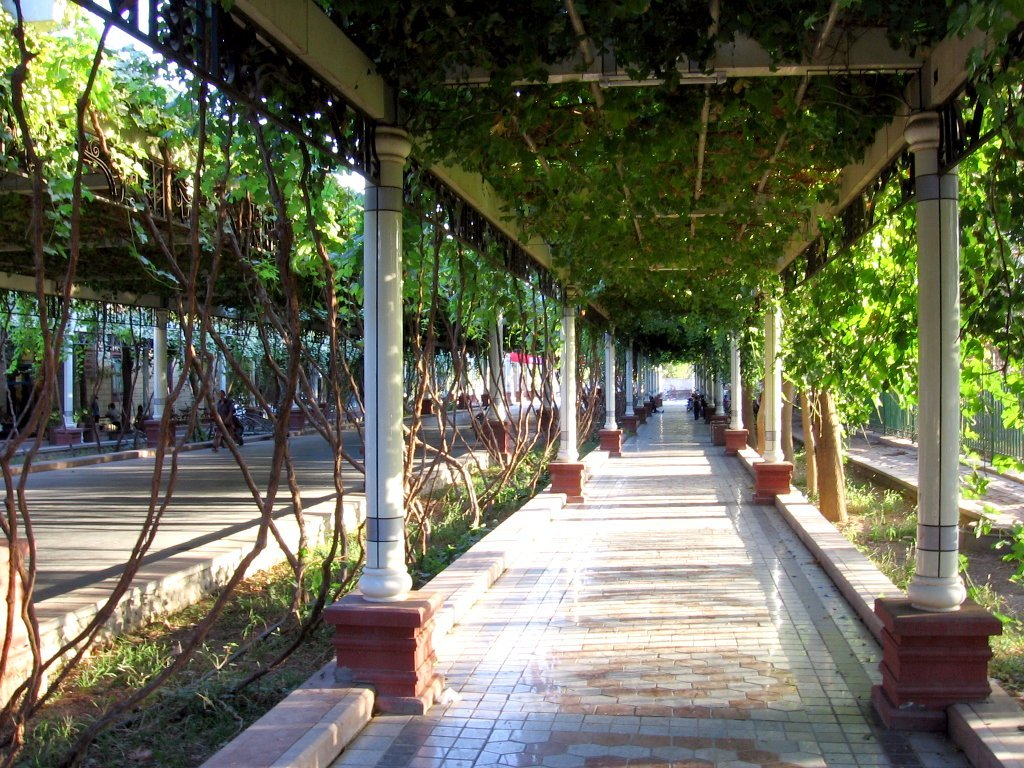
Carrer Qingnian Lu, a la ciutat de Turpan, sota l'ombra de les parres

A la riba del llac Aydingkol, hi proliferen ciperàcies, tamarius, saxauls, i altres arbusts. Fora de les ribes amb aigua no hi ha coberta de vegetació, per tant l'agricultura es limita al regadiu, que depèn de l'estructura de qanats coneguda com a sistema de Karez. L'aigua de regadiu prové de les muntanyes, en particular de la fosa anual de la neu. Aquest sistema de regadiu està documentat des de la dinastia Han. En total, els canals de rec fan 5.000 km de llargada. S'hi cultiven especialment fruites (com magranes, albercocs, síndries, raïm) que gràcies a la forta calor són molt dolces, tradicionalment s'assequen al sol. També es cultiva cotó de fibra llarga.

## Història

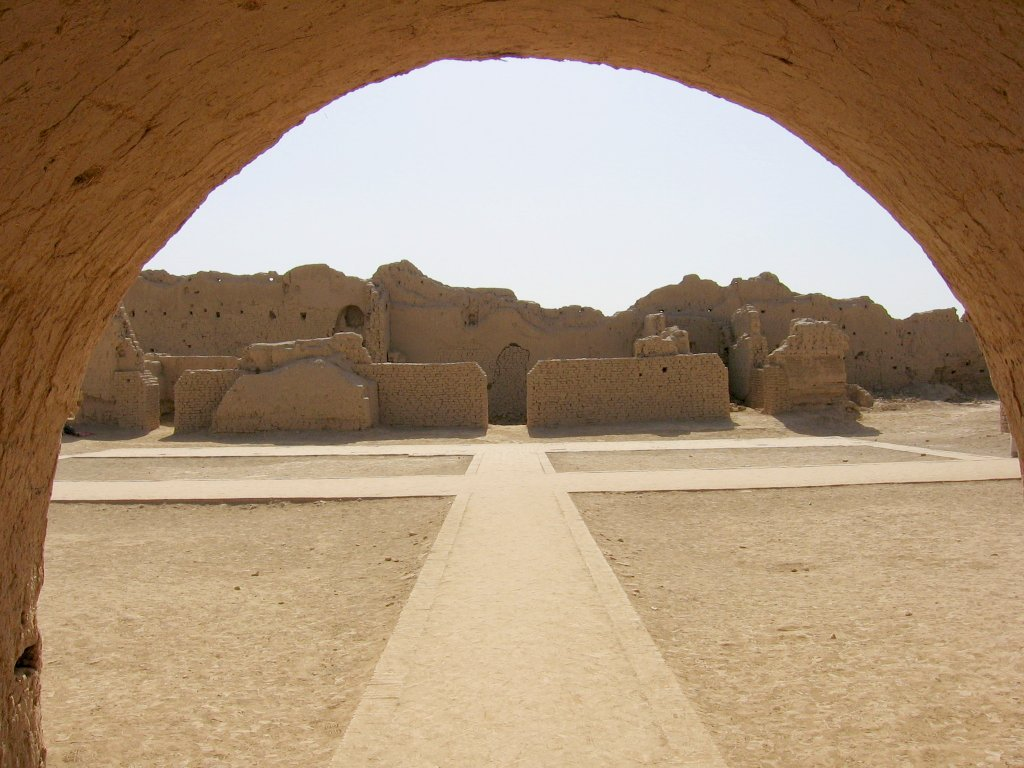
Ruïnes de Gaochang

L'antiga ciutat de Gaochang era un punt clau en la ruta de la Seda i data del segle i aC. Va ser cremada al segle xiv. Hi ha les coves budistes de Berezklik a les muntanyes Flamejants, amb unes pintures murals famoses.